# Marie Krčmová
Marie Krčmová (ur. 24 grudnia 1940 w Brnie, zm. 6 marca 2023 tamże) – czeska językoznawczyni, bohemistka, profesor emerytowany na Uniwersytecie Masaryka w Brnie. Córka bohemisty Josefa Hrabáka.

## Życiorys
Studia z zakresu bohemistyki i rusycystyki odbyła na Uniwersytecie Masaryka w Brnie (promowała się w 1962 r.). Po ukończeniu studiów pracowała w brneńskim oddziale Instytutu Języka Czeskiego, a w 1971 r. objęła stanowisko adiunkta na Wydziale Filozoficznym Uniwersytecie Masaryka. W 1966 r. uzyskała „mały doktorat” (PhDr.) na podstawie pracy Přízvukování předložek na Brněnsku. W 1972 r. uzyskała stopień kandydata nauk, przedstawiając pracę Městská mluva brněnská. W 1988 r. została docentem, a w 1991 r. habilitowała się na podstawie pracy Běžně mluvený jazyk v Brně.
W 1988 r. została zatrudniona na wydziale jako profesor języka czeskiego. W 1995 r. założyła Instytut Językoznawstwa w Katedrze Języka Czeskiego. Kierowała nim aż do roku 2004. W 2009 r. nadano jej tytuł profesora emerytowanego w Brnie. Rok później uzyskała ten sam tytuł w Ostrawie.

## Działalność
Karierę naukową rozpoczęła jako specjalistka z zakresu fonetyki – w tej dziedzinie opublikowała liczne prace naukowe i dydaktyczne, np. Fonetika a fonologie (2008). Koncentrowała się także na dialektologii, socjolingwistyce i stylistyce. W swoim dorobku ma również publikacje dydaktyczne; jest współautorką dwóch podręczników dla szkół średnich i kilku podręczników dla obcokrajowców.
Zajmowała się także popularyzacją nauki i kultury językowej – Jazyk a kultura vyjadřování, 1998. Współautorka publikacji O češtině každodenní (1984) i Stylistika češtiny (1990). Współpracowała przy tworzeniu Biografického slovníku českých zemí, napisała kilkanaście haseł do Nového encyklopedického slovníku češtiny. Przełożyła z języka staroczeskiego Kronikę tzw. Dalimila.

## Odznaczenia
- Złoty Medal Uniwersytetu Masaryka, 2011[5]

## Wybrana twórczość
- O češtině každodenní, 1984 – współautorka
- Příruční mluvnice češtiny, 1995 – współautorka
- Současná česká stylistika, 2003
- Současná stylistika, 2008
- Kapitoly z dějin české jazykovědné bohemistiky, 2008 – współautorka[6]
- Úvod do fonetiky a fonologie pro bohemisty, 2008
- Integrace v jazycích – Jazyky v integraci, 2010